# Adam Góral
Adam Góral (ur. 27 października 1955 w Rzeszowie) – polski przedsiębiorca i ekonomista, doktor nauk ekonomicznych. Jest prezesem zarządu Asseco Poland S.A.

## Życiorys
Założyciel i Prezes Zarządu Asseco Poland. Od 1991 roku rozwijał COMP Rzeszów, który po wprowadzeniu na Giełdę Papierów Wartościowych w Warszawie jako Asseco Poland, stał się początkiem rozwoju Grupy Asseco na rynkach międzynarodowych.
Absolwent Akademii Ekonomicznej w Krakowie (kierunek cybernetyka ekonomiczna i informatyka) oraz doktor nauk ekonomicznych. W latach 1979–1990 pracował w filii Uniwersytetu Marii Curie-Skłodowskiej w Rzeszowie, początkowo jako asystent, a kończył współpracę z uczelnią na stanowisku adiunkta. W latach 1991–1993 był zaangażowany w Polsko-Amerykański Projekt Budowy Instytutów Przedsiębiorczości w Polsce.
W 1988 wspólnie z bratem założył spółkę Jazcoop, specjalizującą się w produkcji keczupu. Jej biuro komputerowe przekształciło się w 1991 w warszawski oddział COMP, a następnie Asseco. W latach 1999–2006 pełnił funkcję Przewodniczącego lub Członka Rady Nadzorczej w spółkach: ABAS oraz COMP Soft, a także Softlab, Softlab Trade, WA-PRO, Asseco Romania, Vistula & Wólczanka, ABG (dawniej DRQ) i Asseco Systems.
Obecnie sprawuje funkcje Przewodniczącego Rady Nadzorczej Asseco International, Asseco Central Europe, Asseco South Eastern Europe, Asseco Western Europe, Asseco Data Systems, Novum oraz Gdyńskiego Klubu Koszykówki ARKA, a także Wiceprzewodniczącego Rady Nadzorczej w Asseco Business Solutions. Członek Rady Nadzorczej Podkarpackiego Klubu Biznesu.
Jest współzałożycielem Wyższej Szkoły Zarządzania w Rzeszowie, Międzynarodowej Szkoły Bankowości i Finansów w Sandomierzu oraz Konsulem Honorowym Republiki Słowackiej.
Pełniąc funkcję Prezesa Zarządu Asseco Poland, odpowiada za wizję rozwoju i strategię Grupy Kapitałowej Asseco oraz Dział Audytu Wewnętrznego.

## Wyróżnienia i nagrody
Nagroda im. Andrzeja Wierzbickiego – przyznawana przez Konfederację Lewiatan – 2008.
Honorowy Obywatel Miasta Rzeszowa – 3 października 2012.
Medal 70-lecia Polskiej Informatyki – przyznana przez Kapitułę Polskiego Towarzystwa Informatycznego w 2018.
Tytuł „Wizjonera” przyznany przez redakcję Dziennika Gazety Prawnej Nagroda „Najskuteczniejszy prezes 2016” w kategorii firm z WIG 20